# Simulium geigyi
Simulium geigyi är en tvåvingeart som beskrevs av Garms och Hausermann 1968. Simulium geigyi ingår i släktet Simulium och familjen knott.
Artens utbredningsområde är Tanzania. Inga underarter finns listade i Catalogue of Life.